# Gtichavank
Gtichavank (en arménien : Գտիչիվանք) est un monastère arménien, situé dans le Haut-Karabagh en Azerbaïdjan, près du village de Tuğ.

## Situation
Les vestiges du monastère s'élèvent sur le versant boisé du Toghasar à environ 2 km au nord-ouest du village de Tuğ.

## Histoire
Le monastère existe dès le XIIIe siècle avec la construction de l'église principale qui s'étend de 1241 à 1248. Le monastère est un haut lieu cultuel et culturel au cours des siècles suivants. En 1868, cependant un tremblement de terre l'endommage fortement et il est ensuite laissé à l'abandon.
À l'époque soviétique, il est situé dans l'oblast autonome du Haut-Karabagh avant de faire partie de la république du Haut-Karabagh jusqu'en 2020. L'église fait alors l'objet d'une restauration, notamment de son dôme. En octobre 2020, lors de la seconde guerre du Haut-Karabagh, la région passe sous le contrôle de l'Azerbaïdjan. Cet événement suscite une inquiétude sur le sort du monastère et plus largement de l'héritage culturel arménien dans la région.